# Gheorghe Gheorghiu-Dej

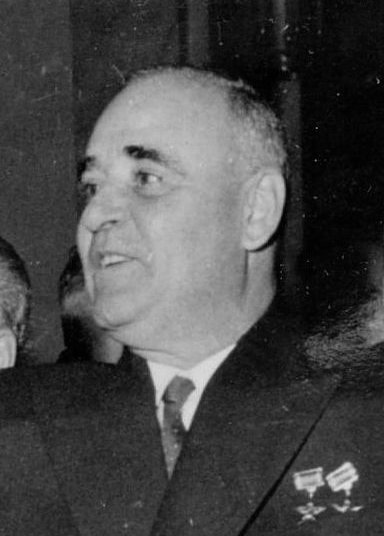
Gheorghe Gheorghiu-Dej

Gheorghe Gheorghiu-Dej ([ˈɟeorɟe ɟeorˈɟiu ˈdeʒ], Ausspracheⓘ), (* 8. November 1901 in Bârlad; † 19. März 1965 in Bukarest) war ein rumänischer Politiker. Von 1961 bis zu seinem Tod war er Staatsoberhaupt.

## Leben

### Frühe Jahre
Gheorghiu-Dej, Sohn eines einfachen Arbeiters, wuchs in ärmlichen Verhältnissen auf. Als Elfjähriger musste er die Schule verlassen und verschiedene Arbeiten annehmen. Er wurde schließlich Elektriker bei der rumänischen Eisenbahn, wo er nach seinem abgeleisteten Militärdienst im Jahr 1933 einen Streik organisierte und deswegen zu zwölf Jahren Schwerstarbeit verurteilt wurde. Nachdem Rumänien im Zweiten Weltkrieg das Bündnis mit Deutschland aufgekündigt hatte, gelang es ihm, aus dem Lager Targu-Jiu zu entweichen. Er übernahm nach dem Staatsstreich vom 23. August 1944 die Führung der Rumänischen Kommunistischen Partei (PCR).

### An der Macht
Im Oktober 1945 wurde er mit Billigung Stalins zum Generalsekretär der PCR gewählt, die 1948 in Partidul Muncitoresc Român (Rumänische Arbeiterpartei, PMR) umbenannt wurde. Von 1944 bis 1948 leitete Gheorghiu-Dej verschiedene Ministerien (1944–1946 für Kommunikation, 1946–1947 für Wirtschaft und 1947–1948 für Industrie und Handel). Von 1948 bis 1952 war er Erster Vizepremier und von 1952 bis 1955 Ministerpräsident, danach von 1961 bis 1965 als Vorsitzender des Staatsrates (Consiliul de stat) das Staatsoberhaupt Rumäniens.
Gheorghiu-Dej ist für den engmaschigen Aufbau des Sicherheitsdienstes Securitate verantwortlich, leitete in den 1950er Jahren die Sowjetisierung Rumäniens ein, 1962 die Zwangskollektivierung und begann den Bau des Donau-Schwarzmeer-Kanals durch politische Häftlinge. In seine Regierungszeit fällt auch das Pitești-Experiment an politischen Gefangenen, die einander foltern und Geständnisse erpressen mussten. In den 1950er und 1960er Jahren führte Gheorghe Gheorghiu-Dej zunehmend einen Kurs der relativen Distanz zur Sowjetunion. Im März 1965 starb er, einen Tag nach seiner Wiederwahl zum Staatsratsvorsitzenden, an Lungenkrebs. Sein Nachfolger als Parteichef wurde Nicolae Ceaușescu, als Vorsitzender des Staatsrates Chivu Stoica.

## Ehrungen
Nach ihm wurde im März 1965 die heutige Industriestadt Onești benannt, welche damals auf dem Reißbrett unter anderem für die chemische Industrie entstand. Nach der Revolution 1989 erhielt die Stadt im Mai 1996 wieder ihren früheren Namen. Auch die russische Stadt Liski wurde zwischen 1965 und 1991 nach Gheorghiu-Dej benannt (Георгиу-Деж).
In der DDR wurde in Straußberg (Sondershausen) ein Pionierlager nach ihm benannt.

## Werke
- 30 Jahre Kampf der Partei unter dem Banner Lenins und Stalins: Bericht in der Festversammlung am 8. Mai 1951 zu Ehren des 30. Jahrestages der Gründung der Kommunistischen Partei Rumäniens. (= Internationale Schriftenreihe, Heft 18). Dietz Verlag, Berlin, 1953; DNB 451539532.
- Artikel und Reden: Auswahl aus den Jahren 1945 – 1952. Dietz-Verlag, Berlin 1955; DNB 451539524
- Artikel und Reden: Dezember 1955 – Juli 1959. Politischer Verlag, Bukarest 1959; DNB 573237182
- Artikel und Reden: August 1959 – Mai 1961. Politischer Verlag, Bukarest 1961; DNB 573237190
- Artikel und Reden: Juni 1961 – Dezember 1962. Politischer Verlag, Bukarest 1963; DNB 573237204